# Niech żyje bal
Niech żyje bal – utwór muzyczny z 1984 roku, wykonywany przez polską piosenkarkę popową Marylę Rodowicz. Został skomponowany przez Seweryna Krajewskiego, a autorką jego tekstu jest Agnieszka Osiecka. W 1986 ukazał się na dwunastym albumie studyjnym Rodowicz, Gejsza nocy.
Uchodzi za jeden z największych przebojów polskiej muzyki rozrywkowej.

## Historia utworu
„Niech żyje bal” wydaje mi się jednym z najlepszych tekstów mojego życia. Jest najbardziej głęboki. Opowiada coś o moim stosunku do życia i śmierci, a także jest napisany z dużym temperamentem poetyckim.

W latach 80. Seweryn Krajewski skomponował utwór dla Jerzego Połomskiego, który przebywał w Stanach Zjednoczonych. Tymczasem w 1984 Maryla Rodowicz otrzymała zaproszenie do wzięcia udziału w konkursie The World Song Festival in America w Los Angeles. Zwróciła się do Krajewskiego z prośbą o napisanie walca, z którym wystąpi. Usłyszawszy melodię, zapragnęła ją wykorzystać. Jako że termin powrotu Połomskiego ze Stanów był nieznany, Krajewski zgodził się przekazać jej kompozycję. Następnie Agnieszka Osiecka napisała słowa. Rodowicz uznała, że tekst, w którym pojawiły się słowa „Jurek, ogórek, kiełbasa i sznurek”, nie pasuje do dramatycznego walca, więc poprosiła Osiecką o napisanie nowego. Po przeczytaniu drugiej wersji, którą uznała za bełkot, poprosiła o kolejne modyfikacje, jednak Osiecka uparła się, że nie zmieni ani słowa. Ostatecznie tekst został wykorzystany, a nagranie utworu odbyło się w Muzycznym Studio Polskiego Radia przy ulicy Myśliwieckiej w Warszawie.
Jerzy Siemasz napisał tekst do anglojęzycznej wersji utworu, „Long Live the Ball”, z którą Rodowicz wystąpiła na The World Song Festival in America. Wraz z Krajewskim otrzymała w konkursie wyróżnienie. Na bankiecie po koncercie otrzymali od przedstawiciela Universal Music Group propozycję nagrania muzyki na potrzeby wydania w Stanach, jednak odrzucili ją, ponieważ Rodowicz miała zaplanowany pobyt z rodziną na Mazurach, zaś Krajewski – występy w klubie polonijnym w Chicago. Nagranie „Long Live the Ball” znalazło się na kompilacji Music from Poland at Midem ’85, wydanej w 1985 przez Polskie Nagrania „Muza”.
W lipcu 1984 „Niech żyje bal” dostał się na Listę przebojów Programu Trzeciego, gdzie spędził dwa tygodnie na 36. miejscu. W sierpniu 1984 Rodowicz wykonała piosenkę na XXI Międzynarodowym Festiwalu Piosenki w Sopocie. W tym samym roku została ona wydana w Związku Socjalistycznych Republik Radzieckich jako singel na pocztówce dźwiękowej. W 1985 Rodowicz przygotowywała się do występu na XXII Krajowym Festiwalu Piosenki Polskiej w Opolu. Dyrektor festiwalu, a następnie przedstawiciele Ministerstwa Kultury i Sztuki usiłowali przekonać ją do zaprezentowania innego utworu, jednak artystka uparła się na „Niech żyje bal”. Za sprawą występu otrzymała w czerwcu 1985 na festiwalu nagrodę dziennikarzy.
W 1986 piosenka znalazła się na albumie Rodowicz Gejsza nocy. W 1991 nagrała ją na nowo na potrzeby kompilacji Full.

## Dziedzictwo
W 2005 piosenka zwyciężyła w głosowaniu 80 przebojów na 80-lecie Polskiego Radia, zorganizowanym przez Program I Polskiego Radia. W 2013 Rodowicz otrzymała za nią na L Krajowym Festiwalu Piosenki Polskiej w Opolu nagrodę specjalną „Super Expressu” za największy przebój festiwalu w Opolu. W 2016, za sprawą głosowania widzów, zakwalifikowała się z nią do konkursu Złote Opole na największy przebój podczas LIII Krajowego Festiwalu Piosenki Polskiej w Opolu.
W nawiązaniu do piosenki, tytuł Niech żyje bal otrzymały książkowa autobiografia Rodowicz z 1992 i jej planowany na 2025 album studyjny z nowymi wersjami starszych przebojów.
Fikcyjna scena pracy nad utworem oraz jego wykonania na XXII Krajowym Festiwalu Piosenki Polskiej w Opolu znalazła się w serialu telewizyjnym TVP1 Osiecka (2020–2021).

## Covery
W 1985 Hana Zagorová nagrała czeskojęzyczny cover utworu, zatytułowany „Sláva je bál”.
W 2002 zespół Raz, Dwa, Trzy wykonał „Niech żyje bal” podczas koncertu z piosenkami Agnieszki Osieckiej w Muzycznym Studio Polskiego Radia im. Agnieszki Osieckiej. Nagranie występu znalazło się w tym samym roku na albumie koncertowym Czy te oczy mogą kłamać.
1 lipca 2011 Kenny G zagrał utwór na saksofonie podczas koncertu TU Warszawa, zorganizowanego w Warszawie z okazji inauguracji polskiej prezydencji w Radzie Unii Europejskiej.
Od 2015 André Rieu wykonuje utwór podczas koncertów w Polsce.
15 września 2017 Doda wykonała „Niech żyje bal” podczas jubileuszowego koncertu Rodowicz z okazji 50-lecia działalności na LIV Krajowym Festiwalu Piosenki Polskiej w Opolu. W 2019 wydała studyjny cover na albumie Dorota.
W 2019 Maja Kleszcz wydała cover „Niech żyje bal” na albumie Osiecka de luxe.
W 2024 Ralph Kaminski wykonywał utwór podczas trasy koncertowej Bal nad bale. 29 lutego Rodowicz zaśpiewała gościnnie podczas występu w Warszawie.